# Masaaki Nakagawa
Masaaki Nakagawa (中川 政昭, Nakagawa Masaaki, 1943-2005) est un photographe japonais, lauréat de l'édition 1982 des prix de la Société de photographie du Japon dans la catégorie « espoirs ».

## Référence
- (en) Cet article est partiellement ou en totalité issu de l’article de Wikipédia en anglais intitulé « Masaaki Nakagawa » (voir la liste des auteurs).